# Mansur Faqiryar
Mansur Faqiryar(Cabul, 3 de Janeiro de 1986) é um jogador de futebol profissional teuto-afegão que atua como goleiro. Atualmente joga com a camisa número 1 do VfB Oldenburg da Alemanha, equipe que disputa a 4ª Divisão do campeonato nacional, e pela Seleção Afegã nas Eliminatórias Asiáticas para Copa do Mundo de 2014.